# Polina Rahimova
Polina Rahimova (in ucraino Поліна Рагімова (Петрашко)?; in azero Polina Rəhimova; Fergana, 5 giugno 1990) è una pallavolista ucraina naturalizzata azera di origine uzbeka, opposto del Kuzeyboru.

## Carriera

### Club
La carriera da professionista di Polina Rahimova inizia nella stagione 2005-06 quando viene ingaggiata dal Nəqliyyatçı, militante nella Superliqa azera, dove resta per due annate. Nella stagione 2007-08 passa all'Azərreyl, con cui vince uno scudetto, una Coppa dell'Azerbaigian, di cui viene eletta miglior giocatrice e miglior realizzatrice, ed una Challenge Cup. Dopo aver giocato la stagione 2013-14 con l'Azəryol, nella stagione seguente lascia per la prima volta l'Azerbaigian per giocare con lo Hyundai Hillstate nella V-League sudcoreana: nonostante il terzo posto finale, riceve tre premi come miglior giocatrice e quello di miglior schiacciatrice del torneo.
Nel campionato 2015-16 difende i colori delle Toyota Queenseis, in V.Premier League, dove resta per un biennio: durante l'esperienza con le giapponesi stabilisce il record di punti realizzati da una singola giocatrice in un unico match di pallavolo, precisamente il 12 dicembre 2015. Si trasferisce quindi al Fenerbahçe nel campionato 2017-18, impegnato nella Sultanlar Ligi turca. Per il campionato 2018-19 si accasa al Casalmaggiore, nella Serie A1 italiana, concludendo tuttavia anzitempo, a fine gennaio, la propria esperienza nella squadra lombarda per accettare la proposta delle turche del Türk Hava Yolları con cui disputa la seconda parte della Sultanlar Ligi 2018-2019.
Per il campionato 2019-20 si trasferisce in Brasile, dove resta per due annate, vestendo la maglia del Bauru, in Superliga Série A. Nella stagione 2021-22 torna in Italia, dove difende i colori di Casalmaggiore, mentre nella stagione seguente milita nuovamente in Sultanlar Ligi, indossando la maglia del Kuzeyboru.

### Nazionale
Nel 2007 ottiene le prime convocazioni nella nazionale azera, con la quale si aggiudica la medaglia d'oro all'European League 2016, venendo premiata anche come miglior giocatrice del torneo.

## Palmarès

### Club
- Campionato azero: 1

2007-08
- Coppa dell'Azerbaigian: 1

2009-10
- Challenge Cup: 1

2010-11

### Nazionale (competizioni minori)
- European League 2016

### Premi individuali
- 2009 - Qualificazioni al campionato mondiale: Miglior attaccante
- 2009 - Qualificazioni al campionato mondiale: Miglior servizio
- 2010 - Coppa dell'Azerbaigian: MVP
- 2010 - Coppa dell'Azerbaigian: Miglior realizzatrice
- 2010 - Superliqa: Miglior realizzatrice
- 2011 - Superliqa: Miglior realizzatrice
- 2011 - Superliqa: Miglior servizio
- 2012 - Superliqa: Miglior servizio
- 2015 - V-League: MVP dell'All-Star Game
- 2015 - V-League: MVP 1º round
- 2015 - V-League: MVP 2º round
- 2015 - V-League: Miglior schiacciatrice
- 2016 - European League: MVP